# Rob Brunia

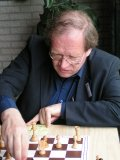
Rob Brunia

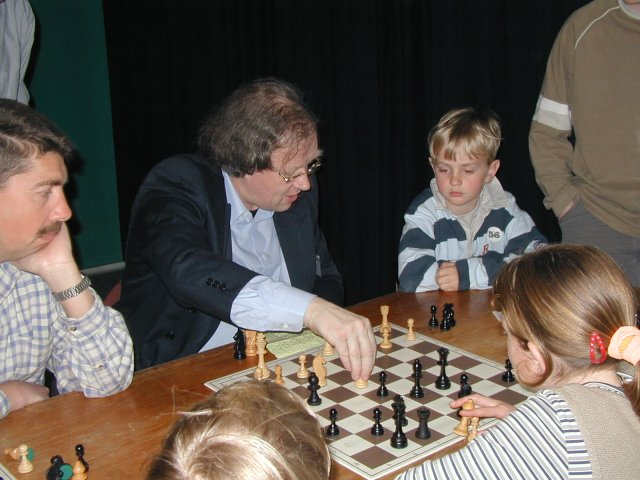
Brunia bij het geven van schaakles

Rob Brunia (27 november 1947 - 9 januari 2005) was een Nederlandse schaker die veel voor de (schakende) jeugd van Nederland betekend heeft. In zijn leven draaide alles om het begeleiden van kinderen. Brunia is vooral bekend door de Stappenmethode, een didactische methode om te leren schaken.

## Didacticus en stimulator
Rob Brunia had aanleg om jeugdleider te zijn. Samen met Cor van Wijgerden ontwierp hij eind jaren tachtig een didactische methode om te leren schaken, die de Stappenmethode genoemd wordt. Deze methode wordt op talloze scholen en schaakverenigingen toegepast en geniet internationale bekendheid.
Brunia was schaaktrainer van diverse spelers, waaronder Daniël Stellwagen, Erik van den Doel, Erwin l'Ami, Jop Delemarre en Dennis de Vreugt. 
Vanwege tijdgebrek schaakte Rob Brunia zelf niet buitengewoon veel, maar hij maakte het schaken geliefd bij veel jongens en meisjes. 
Daarnaast begeleidde hij mishandelde kinderen bij rechtszaken, gaf keeperstraining bij voetbal, verzorgde mental-coaching bij tennis, en begeleidde hij hoogbegaafde kinderen.
Begin 2005 stierf Rob Brunia op 57-jarige leeftijd aan de gevolgen van een hersenbloeding. 